# Srikalahasti
Srikalahasti (en télougou : శ్రీకాళహస్తి ; en tamoul : ஸ்ரீகாளஹஸ்தி) ou Kalahasti, en français Calastri ou Kalastry, est une ville du district de Tirupati dans l'État d'Andhra Pradesh en Inde. Kalahasti est connue pour son temple shivaïte de Srikalahastisvara, un important sanctuaire qui est l'un des Pancha Bhuta Sthala, les Cinq sanctuaires associés aux Quatre éléments (cinq dans le monde indien). 
Le temple de Srikalahastishvara, sanctuaire de Vâyou, ou de l'Air, rayonne particulièrement parmi les shivaïtes du Tamil Nadu (adeptes du Saiva Siddhanta), qui le tiennent en haute estime pour être aussi associé au nayanmar (saint shivaïte) Kannapa. Patronné par les souverains cholas, qui s'y succédèrent dans la réalisation de grands travaux, le temple de Kalahasti connaît aussi l'important mécénat du roi de Vijayanagara Krishnadevaraya, qui y fit construire le Raja Gopura en 1516, en reconnaissance de sa campagne militaire réussie au Kalinga, contre les Gajapati d'Orissa. 
Kalahasti est aussi réputée pour son artisanat textile du Kalamkari, dont elle est l'un des deux grands centres de spécialisation en Inde, avec la région de Machilipatnam (ou Masulipatan). Les productions textiles de Kalahasti contribuèrent à la renommée de la Côte de Coromandel.  
Selon le recensement de l'Inde de 2011, la localité compte une population de 80 056 habitants.